# العصبات
العَصَبَة في علم الفرائض: كل من يرث بسبب ارتباطه بالميت إما بقرابة مباشرة في النسب أو عن طريق الذكور، أو من ينزل منزلتهم، أو بسبب الولاء. ويعرف العاصب بأنه (كل وارث ليس له نصيب مُقدّر من التَّرِكَة) بل يأخذ الباقي بعد أصحاب الفروض أو يأخذ الكل إذا انفرد.
- في اللغة: العَصَبَة هم قرابة الرجل لأبيه، سُمُّوا عَصَبَة لأنهم عَصَّبوا به أي أحاطوا به، يُقال: عَصَبَ القوم بالرجل عَصباً أي: أحاطوا به لقتال أو حماية، ولهذا اختُصت الذكور بهذا الاسم. والعَصَبَة جمع عاصب كطلبة جمع طالب، وهو مأخوذ من العَصَب وهو الطيّ الشديد، يقال: عصب برأسه العمامة، أي شدّها ولفّها عليه، ومع كونها جمعاً لكن تطلق على الواحد والجمع والمذكر والمؤنث، وتُجمع على عَصَبات.

- أما في الاصطلاح: فهم من يرث بغير تقدير، أي بغير نصيب مقدّر.

ويُعَدُّ التعصيب باب من أبواب فقه المواريث ضمن قسم المعاملات في الفقه الإسلامي، والإرث بالتعصيب يقابل الإرث بالفرض والعَصَبَة إما بالنفس أو بالغير أو مع الغير.

## تقسيم العَصَبَات في علم الفرائض
تقسم العَصَبَات إلى ثلاث أنواع، هي:
- 1- العَصَبَة بالنفس: وهم أقرباء الميت الذكور مهما علوا أو نزلوا ولا تتوسط بينهم انثى، وليسوا من أصحاب الفروض، ولكن يرثون بعد أصحاب الفروض، يُقدم منهم الأقرب فالأقرب، بحسب الأولوية في درجة العصوبة.
- 2- العَصَبَة بالغير: وهي كل أنثى، يوجد معها عاصب بالنفس من الذكور من درجتها وقوة قرابتها كالبنات والأبناء إذا توفي والدهم، ومثال على ذلك إذا توفي شخص وترك زوجةً وابناً وبنتاً، فإن الزوجة تأخذ الثمن فَرضَاً، والابن والبنت يأخذان الباقي تعصيباً، قال تعالى (يُوصِيكُمُ اللَّهُ فِي أَوْلَادِكُمْ لِلذَّكَرِ مِثْلُ حَظِّ الْأُنْثَيَيْنِ).
- 3- العَصَبَة مع الغير: هي كل انثى تصبح العَصَبَة مع أنثى غيرها، فكل أخت شقيقة أو أخت لأب تصبح العَصَبَة مع البنت أو بنت الابن. مثلاً إذا توفي شخص وترك زوجةً وبنتاً وأختاً فإن الزوجة تأخذ الثمن والبنت تأخذ النصف فَرضَاً والأخت الشقيقة تأخذ الباقي تعصيباً.

## جدول العصبات
| عصبة بالنفس       | عصبة بالغير                       | عصبة مع الغير              |
| ----------------- | --------------------------------- | -------------------------- |
| الابن             | البنت يعصبها: الابن               | الأخت الشقيقة مع البنت     |
| ابن الابن وإن سفل | بنت الابن يعصبها: ابن الابن       | الأخت لأب مع البنت         |
| الأب              | الأخت الشقيقة يعصبها: الأخ الشقيق | الأخت الشقيقة مع بنت الابن |
| الجد وإن علا      | الأخت لأب يعصبها: الأخ لأب        | الأخت لأب مع بنت الابن     |
| الأخ الشقيق       |                                   |                            |
| الأخ لأب          |                                   |                            |
| ابن الأخ الشقيق   |                                   |                            |
| ابن الأخ لأب      |                                   |                            |
| العم الشقيق       |                                   |                            |
| العم لأب          |                                   |                            |
| ابن العم الشقيق   |                                   |                            |
| ابن العم لأب      |                                   |                            |
| الولاء            |                                   |                            |

## العَصَبَة بالنفس
جهات العصوبة وهي: البنوة فالأبوة فالجدودة والأخوة في جهة واحدة، فالعمومة فالولاء. وهم تفصيلا كالتالي:-
| الابن        | ابن الابن وإن سفل | الأب     | الجد وإن علا    | الأخ الشقيق  | الأخ لأب | ابن الأخ الشقيق |
| ابن الأخ لأب | العم الشقيق       | العم لأب | ابن العم الشقيق | ابن العم لأب | الولاء   |                 |

## العَصَبَة بالغير
العَصَبَة بالغير تحديدا هي: كل أنثى تستحق فرض النصف، إذا انفردت، وفرض الثلثين عند وجود مماثل، -أختها واحدة أو أكثر- بغير مانع، أو هم: أصحاب فرض النصف ما عدا الزوج، وعددهن أربع:
1. البنت، ويرمز لها في تصوير المسألة (بنت)
2. بنت الابن، ويرمز لها (بنت بن)
3. الأخت الشقيقة، ويرمز لها (قه)
4. الأخت لأب، ويرمز لها (ختب)

وتكون كل واحدة منهن عصبة بالغير أي: بأخيها الذكر، الذي يرث بالتعصيب فقط، فهي تعصب به، أي: لاتكون صاحبة فرض عند وجوده، بل تشاركه في الإرث، (لِلذَّكَرِ مِثْلُ حَظِّ الْأُنْثَيَيْنِ)، سواء كانت واحدة أو أكثر، وسواء كان أخوها المعصب لها واحدا أو أكثر، فهم كما يلي:
1. البنت واحدة أو أكثر، يعصبها الابن، واحدا أو أكثر.
2. بنت الابن واحدة أو أكثر، يعصبها ابن الابن واحدا أو أكثر.
3. الأخت الشقيقة فأكثر، يعصبها شقيق فأكثر.
4. الأخت لأب فأكثر، يعصبها أخ لأب فأكثر.

| العصبة بالغير | الرمز  | المعصب لها        | الرمز | كيفيه إرث كل منهما            |
| ------------- | ------ | ----------------- | ----- | ----------------------------- |
| البنت         | بنت    | الابن             | بن    | للأنثى سهم وللذكر سهمان مطلقا |
| بنت الابن     | بنت بن | ابن الابن وإن سفل | بن بن |                               |
| الأخت الشقيقة | قه     | لأخ الشقيق        | ق     |                               |
| الأخت لأب     | ختب    | الأخ لأب          | خب    |                               |

## العَصَبَة مع الغير
وهناك قاعدة عند علماء الفرائض هي: (الأخوات مع البنات عصبات).

## جهات العصوبة
| بنوة                     | أبوة | جدودة            | أخوة               | بنو الأخوة             | عمومة              | بنو العمومه            | ولاء                 |
| ------------------------ | ---- | ---------------- | ------------------ | ---------------------- | ------------------ | ---------------------- | -------------------- |
| الابن وابن الابن وإن سفل | الأب | الجد من قبل الأب | الأخ لأبوين أو لأب | ابن الأخ لأبوين أو لأب | العم لأبوين أو لأب | ابن العم لأبوين أو لأب | المولى المعتق وعصبته |

## اقرأ أيضا
- علم الفرائض
- فروض الإرث
- الفريدة في حساب الفريضة